# توم اللوم
توم اللوم (بالإنجليزية: Tom Allom)‏ (و. القرن 20  م) هو منتج أسطوانات، وملحن إنجليزي، ولد في المملكة المتحدة، يستخدم آلات آلة مفاتيح.

## روابط خارجية
- توم اللوم على موقع IMDb (الإنجليزية)
- توم اللوم على موقع ميوزك برينز (الإنجليزية)
- توم اللوم على موقع أول ميوزيك (الإنجليزية)
- توم اللوم على موقع أول ميوزيك (الإنجليزية)
- توم اللوم على موقع أول ميوزيك (الإنجليزية)
- توم اللوم على موقع ديسكوغز (الإنجليزية)
- توم اللوم على موقع قاعدة بيانات الفيلم (الإنجليزية)